# 滇西褶皱带
滇西褶皱带，为云南地区的横断山脉，属于三江褶皱系向南延伸部分，由怒江、澜沧江、金沙江三大水系与高黎贡山、无量山、哀牢山等相间紧密排列而成。

## 特点
滇西褶皱带又可分成南北两段，北部为高山深谷，南部是带状山脉的中山宽谷。山地从海拔3000米以上下降到海拔1300米，谷地从海拔1000米下降到海拔500多米。其山地土壤的水平、垂直带谱都很明显，自高至低，自北而南依次为棕壤、黄棕壤、山地红壤、赤红壤、砖红壤。大农业生产结构为林业一旱谷一茶叶、甘蔗、粳稻一橡胶热带作物、籼稻。